# Водопад

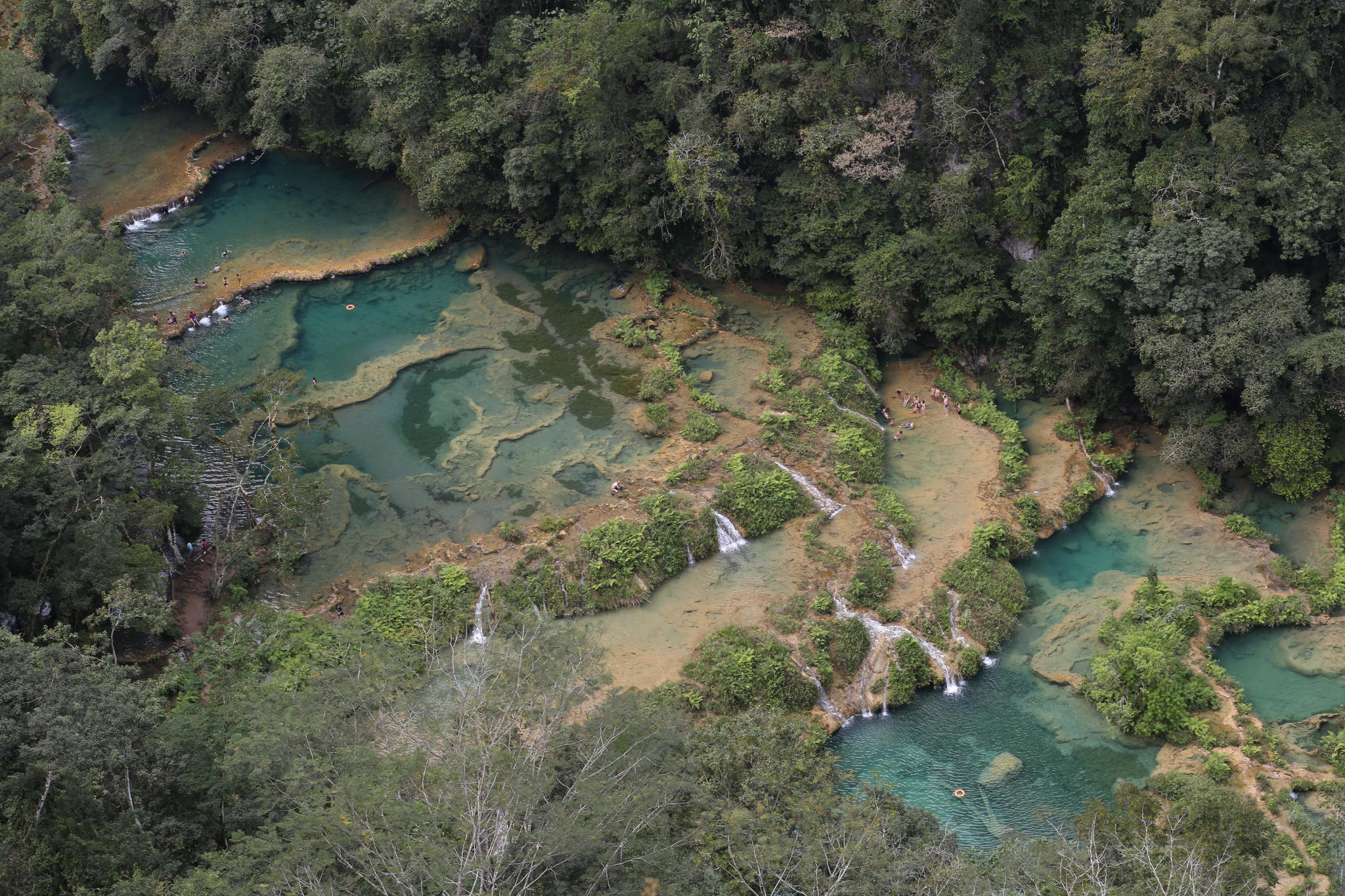
Водопад Семук-Чампей, Гватемала. Цвет воды в нём может меняться в зависимости от погоды, освещения, времени года и других природных факторов.

Водопа́д — отвесно падающий с уступа поток воды в реке, пересекающий речное русло. В отличие от речного порога, для водопада характерны резкий перепад абсолютной высоты речного дна и вертикальность падения.
Поскольку падение воды разрушает уступ, мощные водопады непрестанно перемещаются вверх по реке. Например, Ниагарский водопад ежегодно смещается на 70-90 см.
Водопады препятствуют судоходству, но всё же могут быть использованы в хозяйственной деятельности как источник электроэнергии (как, например, в каскаде Сунских ГЭС). Некоторые водопады активно посещают туристы.

## Типы водопадов
- Классический. Воды широкой реки или потока протекают через выступ, образуя относительно ровную поверхность. В идеале водопад не разбивается на сегменты в верхней части. Зрительно водопад одинаков и в ширину и в высоту[3].
- Катарактный. Слой горных пород под водопадом постоянно размывается, вода сглаживает вмещающие себя породы, прокладывая себе удобную дорогу[4]. Таким образом, водопады становятся спокойными реками. Но бывает так, что по мере разъедания скальных пород, их куски откалываются, а по месту откола стекает новый поток воды, образуя водопад. Новый водопад может возникать как вниз по течению реки, так и выше старого водопада. Водопады будто путешествуют по реке, иногда на несколько километров. Такие водопады относятся к катарактному типу. Водопад такого вида имеет много порогов на большой реке. Чаще всего водопады-катаракты, или потоки, текут вниз по порогам и несут с собой очень большой объём воды.
- Каскад. Название «каскад» произошло от итальянского слова «la cascata, una cascata», что означает «водопад». Переводится также с французского «une cascade» — «стремительно падать вниз».[источник не указан 1207 дней] Каскадный тип водопада подразумевает падение воды с одной поверхности на другую, чаще всего по уступам твёрдых горных пород[3][4]. Водопад формируется, когда поток течёт от края утёса и свободно падает к основанию водопада. Иногда при низком уровне воды поток воды не может падать свободно, а прижимается к утёсу в месте образования водопада и сочится по нему вниз. Например, Йосемитский водопад в США. Общая высота его падения составляет 727 м. Этот тип водопадов отличается от водопадов-катаракт не только объёмом воды. Каскадные водопады состоят из ступенек маленьких водопадов, собранных в последовательный ряд каскад.
- Блок. Геоморфологическая строение влияет на форму водопада. Это практически плоский утёс некоторой ширины на вершине, что обуславливает вертикальное или почти вертикальное падение воды. Воды широкой реки или потока протекают через выступ, образуя водный лист. Форма и тип водопада часто зависят от выступа. В идеале водопад не разбивается на сегменты в верхней части, зрительно в ширину он больше, чем в высоту. Примеры:  Ниагара[3][4].
- Завеса. Этот тип похож на блок и классический тип водопадов. Вода протекает через выступ, но в высоту такой водопад больше, чем в ширину, одновременно не напоминает ленту[3].
- Водоскат. Отлогий водопад без крутого падения воды[2].
- Обрывной (вертикальный). Нависающий выступ — это другая геологическая формация, которая воздействует на форму водопада. Это утёс, разрушенный водой таким образом, что в результате стало явным нависание. И таким образом вода может свободно падать сверху, не соприкасаясь с поверхностью уступа.
- Сегментированный. Эта категория включает водопады, в которых нисходящий поток раскалывается на два или более параллельных потоков. Обычно причиной раскола служат выступающие части скал в месте падения водопада. Примеры: Ваипунга (англ. Waipunga Falls в Новой Зеландии), Семь сестёр (англ. The Seven Sisters в Норвегии), Гланни (англ. Glanni в Исландии).
- Конский хвост. Водопад можно отнести к этому типу, когда вода спускается вниз, оставаясь в контакте с поверхностью большую часть времени. Примеры: Невада (англ. Nevada Falls), Свандалсфоссен (англ. Svanddalsfossen в Норвегии), Манавайопуна (англ. Manawaiopuna Falls на Гавайях), Уолламен (самый высокий водопад Австралии) и Лошадиный хвост или «Огнепад» (англ. Horsetail/Firefall) в Йосемити.
- Ленточный. Вода протекает вниз по узкому участку, который значительно выше, но не шире. Пример — водопад Фата (англ. Bridal Veil Falls) в Новой Зеландии.
- Погружение. Водопады, которые падают по вертикали, находясь как бы в прыжке, и, как правило, не касаются при падении отвесной поверхности скалы. Примеры: Мангауэеро (англ. Mangawhero Falls в Новой Зеландии), Стейндальсфоссен (англ. Steinsdalsfossen в Норвегии), Ноб Янг (англ. Nobe Young Falls), Сноквалми (англ. Snoqualmie Falls) в Вашингтоне.
- Скольжение[источник не указан 1207 дней]. Вода скользит по одиночной плите утёса, поддерживая гладкий непрерывный контакт с ним. Примером такого типа водопада может служить Шэннон (англ. Shannon falls) в Канаде.
- Щель (замочная скважина)[источник не указан 1207 дней]. Это тип водопада, когда вода пробивается сквозь узкий участок перед падением. Округлое дно щели напоминает старомодную замочную скважину. Иногда вода с силой выбивается наружу щели, вызывая фактическое падение воды. Примером является водопад Спахэт (англ. Spahats Creek Falls) в Британской Колумбии.
- Многоуровневый (поярусный, лестничный, многоступенчатый). Эта категория водопадов описывает водопады, которые имеют более чем один вертикальный прыжок или уровень. Отдельные водопады падают последовательно и в непосредственной близости друг от друга, обычно смотрятся вместе. Любой тип водопада может быть и многоуровневым одновременно. Примером служит Клубок[источник не указан 1207 дней] (англ. Tangle Creek Falls в Канаде), Белмор и Митчелл (англ. Belmore Falls и Mitchell Falls в Австралии), Гульфосс — «Золотой водопад»[источник не указан 1207 дней] (англ. Gullfoss) в Исландии и Сазерленд (англ. Sutherland Falls) на острове Южный в Новой Зеландии.
- Вуаль. В таком случае вода падает через уступы (обычно довольно большие) создавая тонкий слой воды, который лишь с трудом покрывает поверхность. «Фата»[источник не указан 1207 дней] в Британской Колумбии (англ. Bridal Veil Falls BC) относится к водопадам этого типа.
- Веер. Вода падает через относительно узкий гребень, раскрывается и становится шире, чем когда спускалась. Пример — водопад Харди (англ. Hardy Falls) на озере Оканаган[4].
- Щебень (каменистая осыпь).[источник не указан 1207 дней] Вода протекает через беспорядочную смесь обломков каменных пород по наклону, обычно такая ситуация обнаруживается у основания утёса или крутого уклона. Каменистая осыпь часто меньше чем мяч для игры в софтбол и щебень больше, чем мяч для софтбола. Некоторые люди не считают такие случаи относящимися к водопадам, если наклон по меньшей мере 30 градусов. Например, водопад Лайл (англ. Lyle Creek Falls) в Канаде.

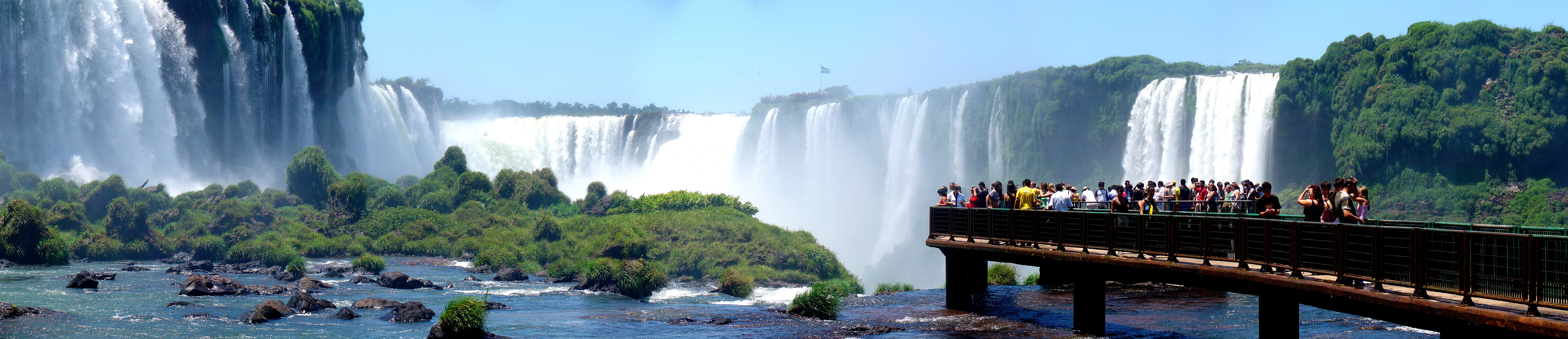
Водопады Игуасу на реке Парана (Аргентина/Бразилия)

### Искусственные водопады
Водопад может быть частью декора здания или общественного пространства. Так, на внешней стене небоскрёба Liebian Building создан водопад высотой 108 метров.

## Крупнейшие водопады
- Анхель — самый высокий водопад на Земле. Находится в штате Боливар (Венесуэла).
- Самый мощный водопад в мире — Игуасу на границе Бразилии и Аргентины.
- Ниагарский водопад в Северной Америке — рекордсмен по количеству переносимой воды.
- Водопад Виктория на реке Замбези в Африке — единственный в мире, имеющий более 100 метров в высоту и более километра в ширину.

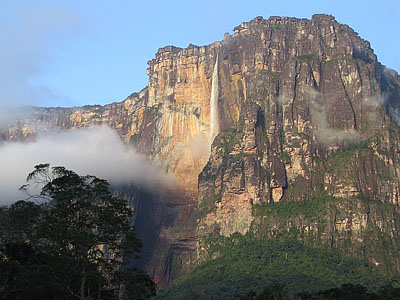
Анхель
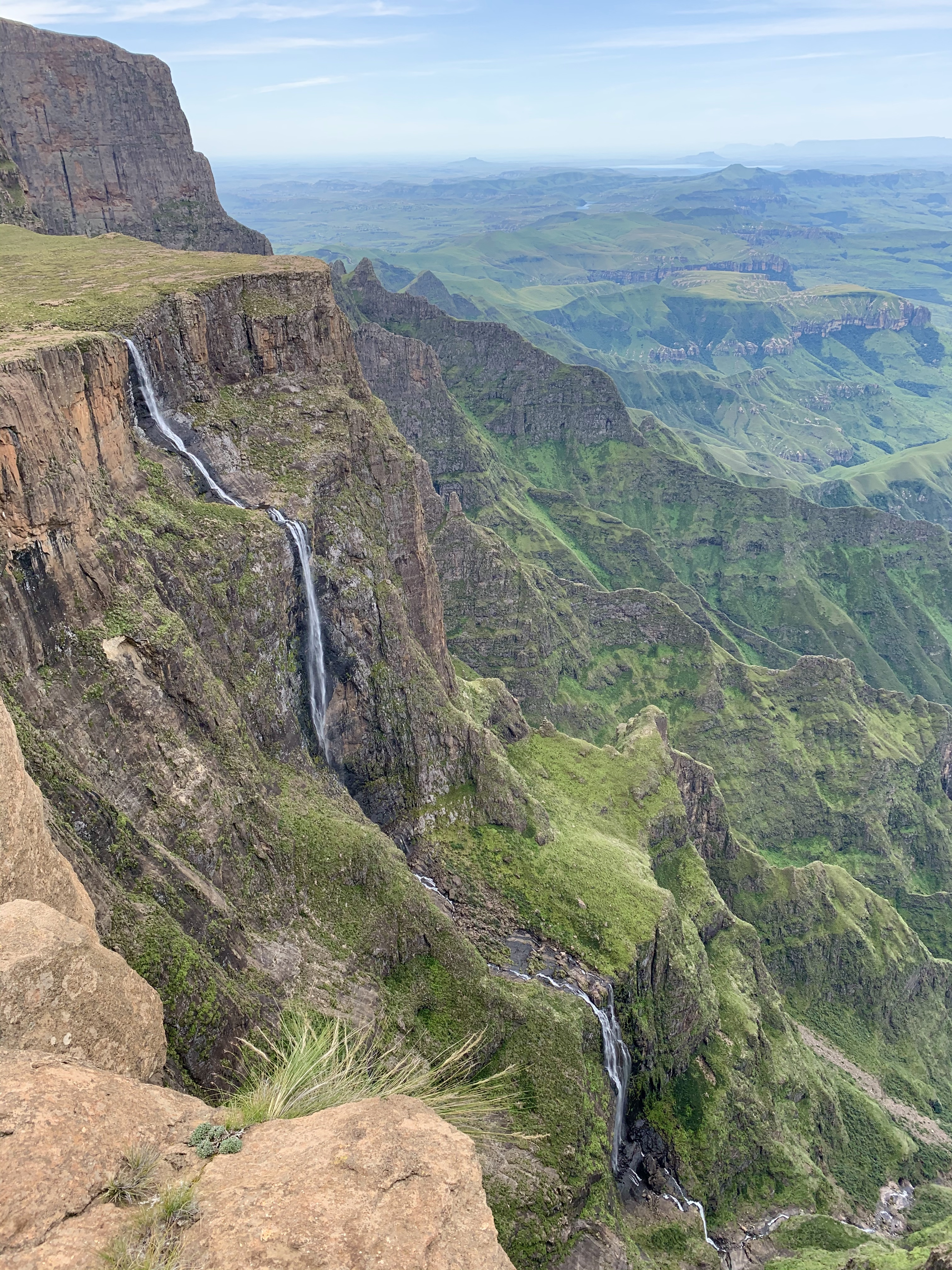
Тугела
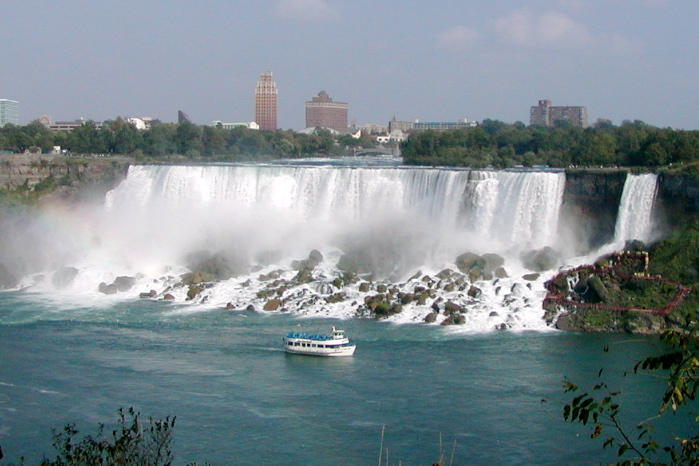
Ниагарский водопад

## Водопады в России
В России нет колоссальных водопадов, хотя впечатляют водопады Илья Муромец, Фишт, Кивач, сезонный Тальниковый водопад на Таймыре, на плато Путорана. Последний из названных был открыт лишь в конце XX века и при высоте 482 метра является, вероятно, самым высоким в Азии. Непосредственно высота свободного падения воды здесь составляет первые десятки метров.
На территории России долгое время был наиболее известен карельский водопад Кивач, воспетый Г. Р. Державиным.
По посещаемости лидируют водопады Краснодарского края, расположенные близ Сочи, Геленджика, Анапы, высотой 2-10 метров, особенно «33 водопада».

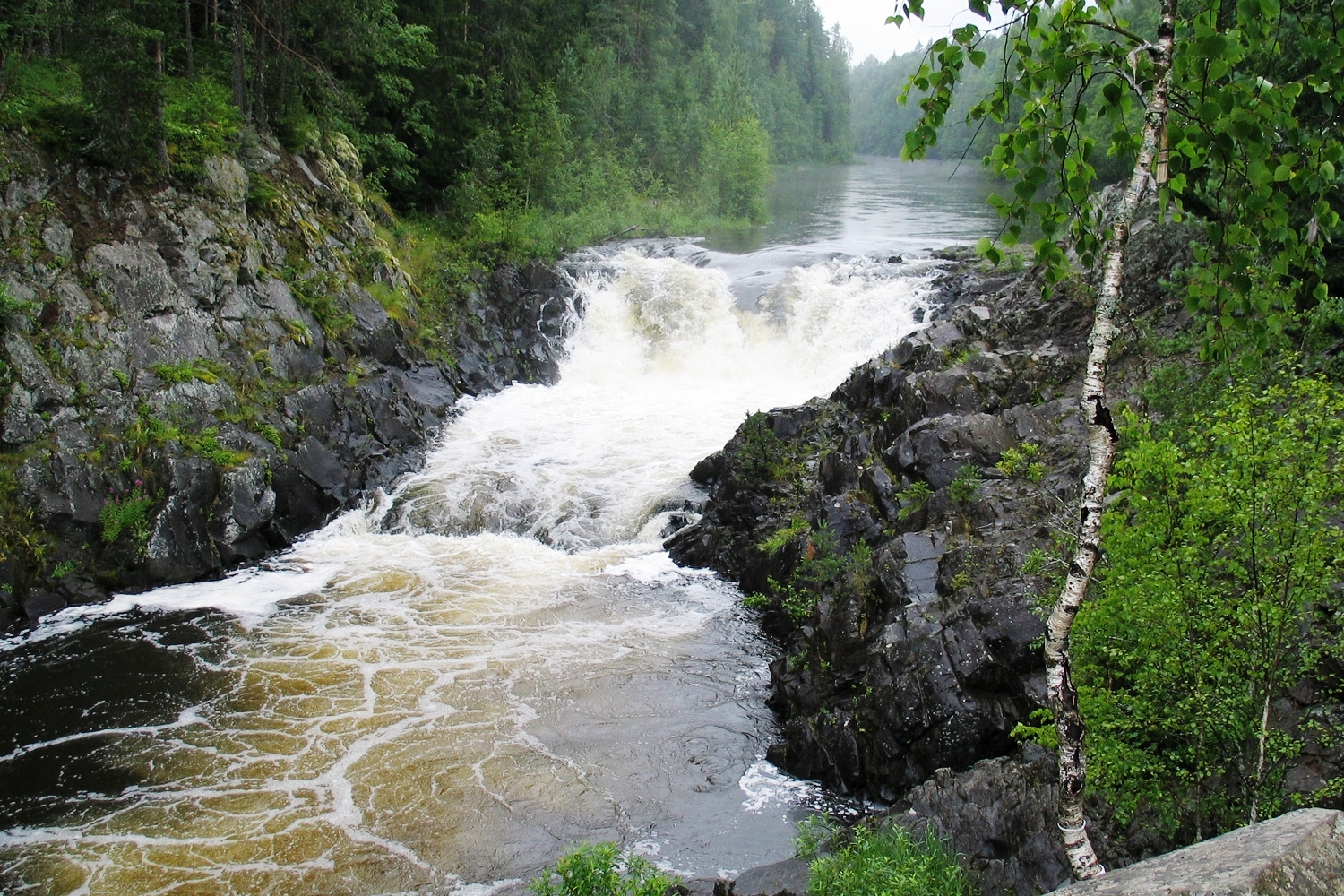
Шумный Кивач
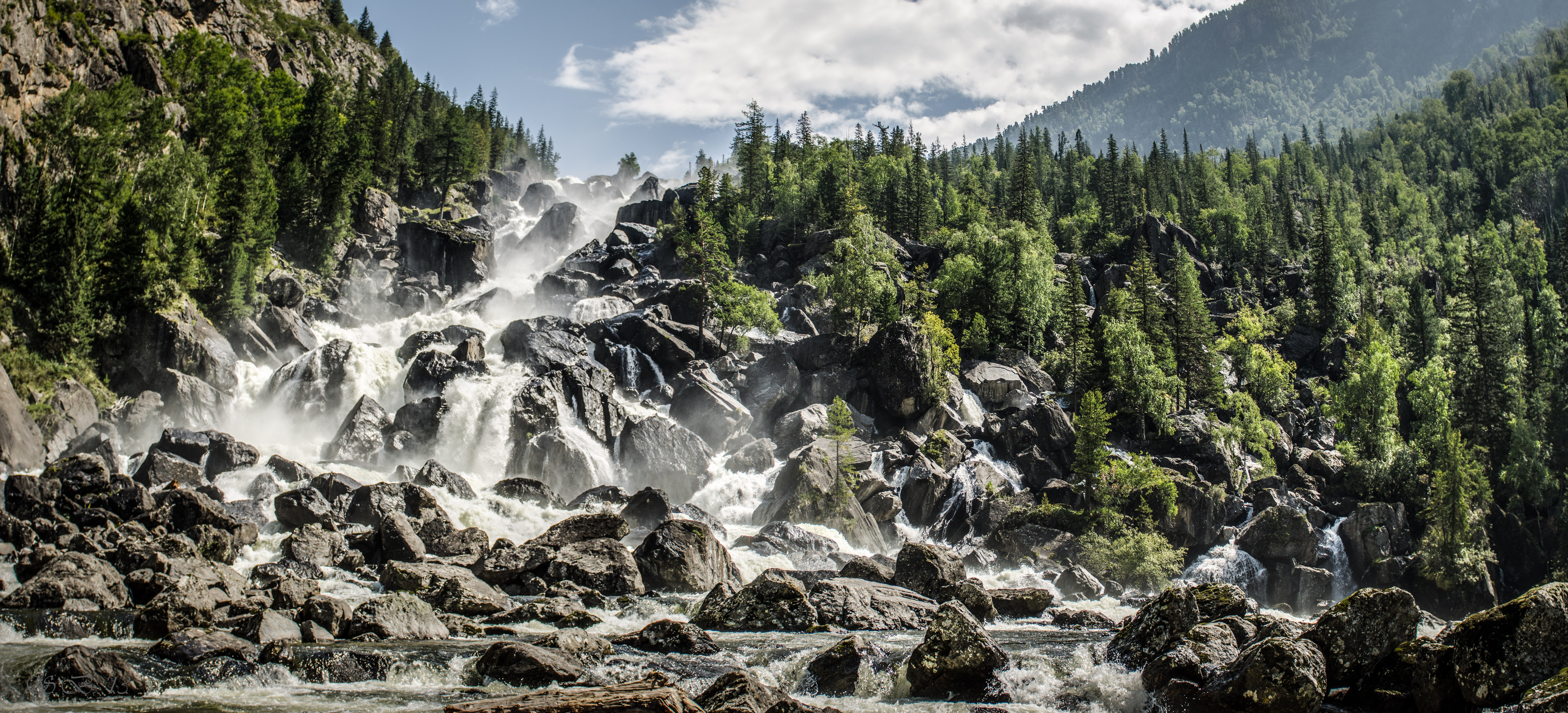
Большой Чульчинский водопад

## Самые высокие водопады
Высочайший водопад в мире — Анхель высотой 979 м (по другим данным, 1054 м), расположенный в Южной Америке (Венесуэла).
Самый высокий водопад в Центральной Азии расположен в Казахстане в горах Джунгарского Алатау в ущелье реки Кора. Он называется Бурхан-Булак. Суммарная высота четырёх каскадов 168 м, а видимой части — трёх нижних каскадов — 114 м.

### В мире

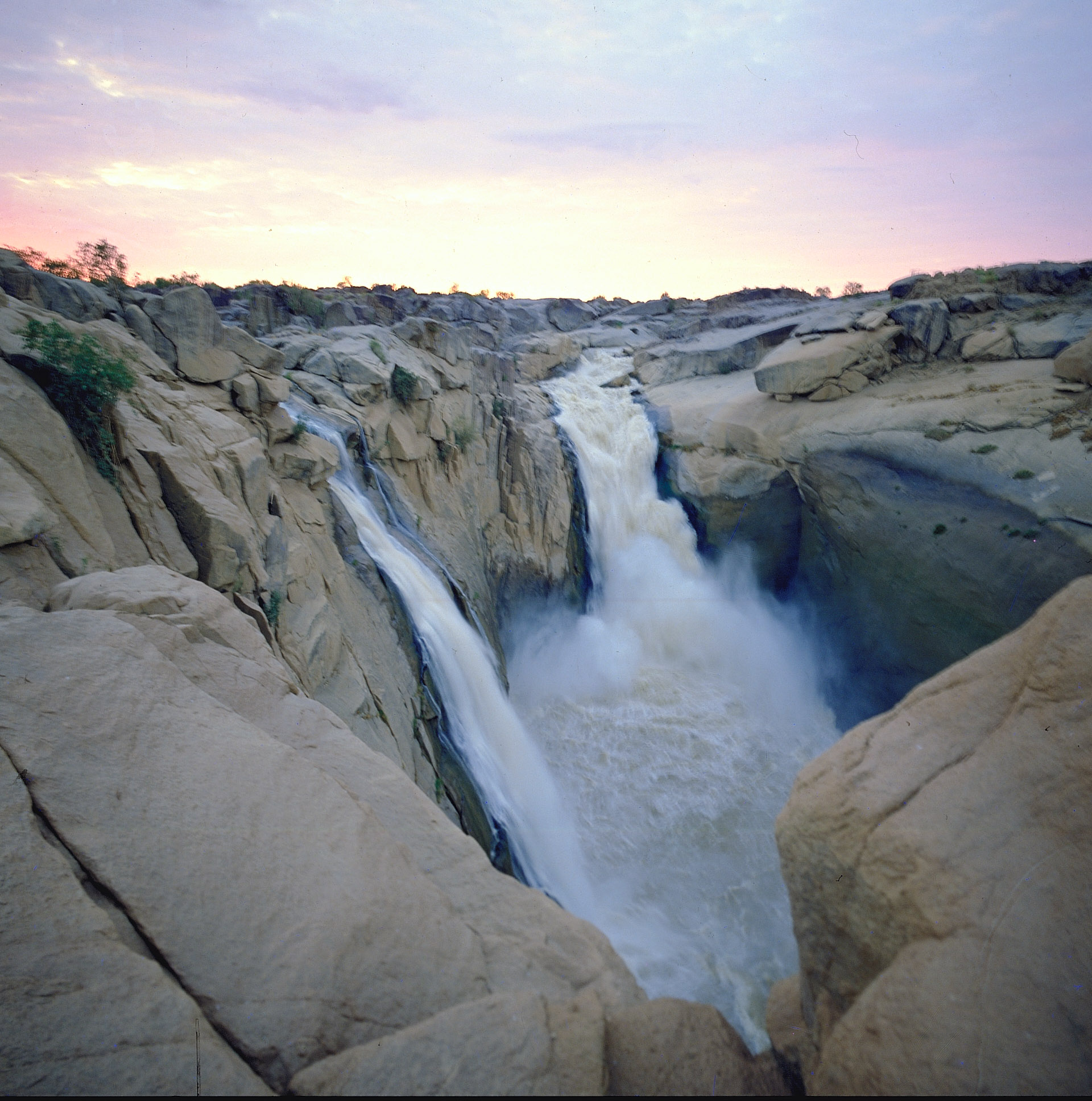
Ауграбис — водопад на реке Оранжевой в ЮАР

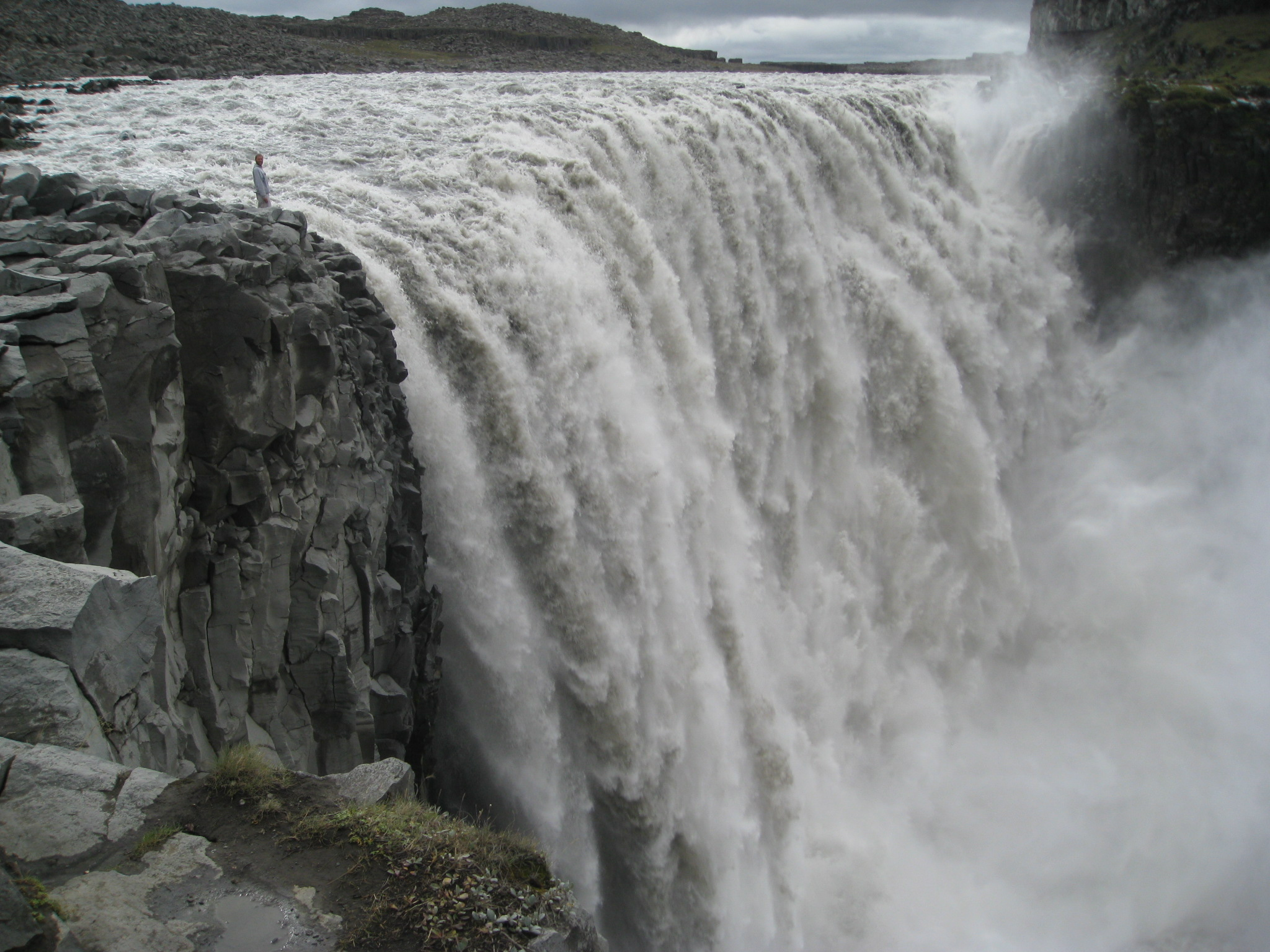
Деттифосс — самый мощный водопад Европы

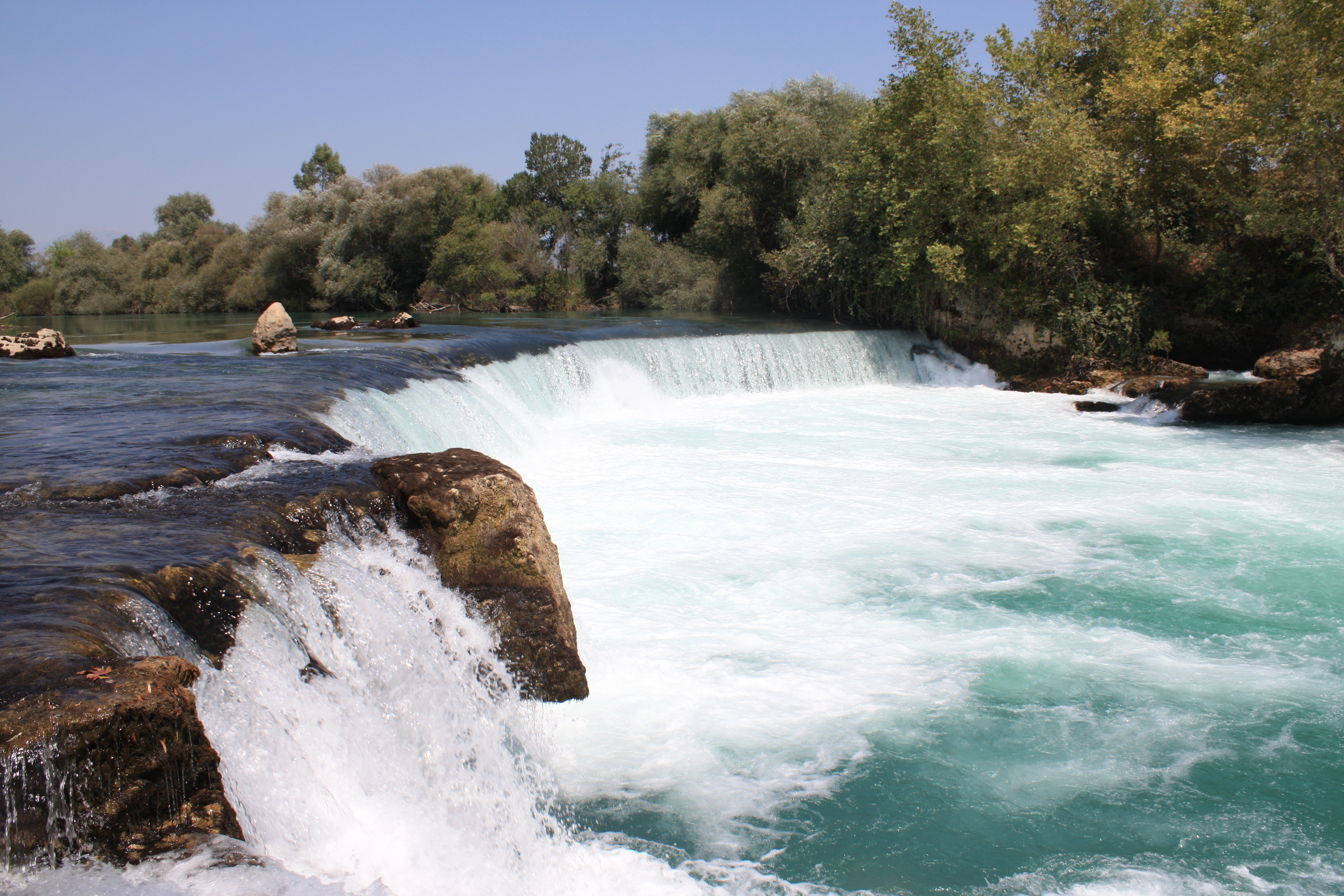
Манавгатский водопад в Турции

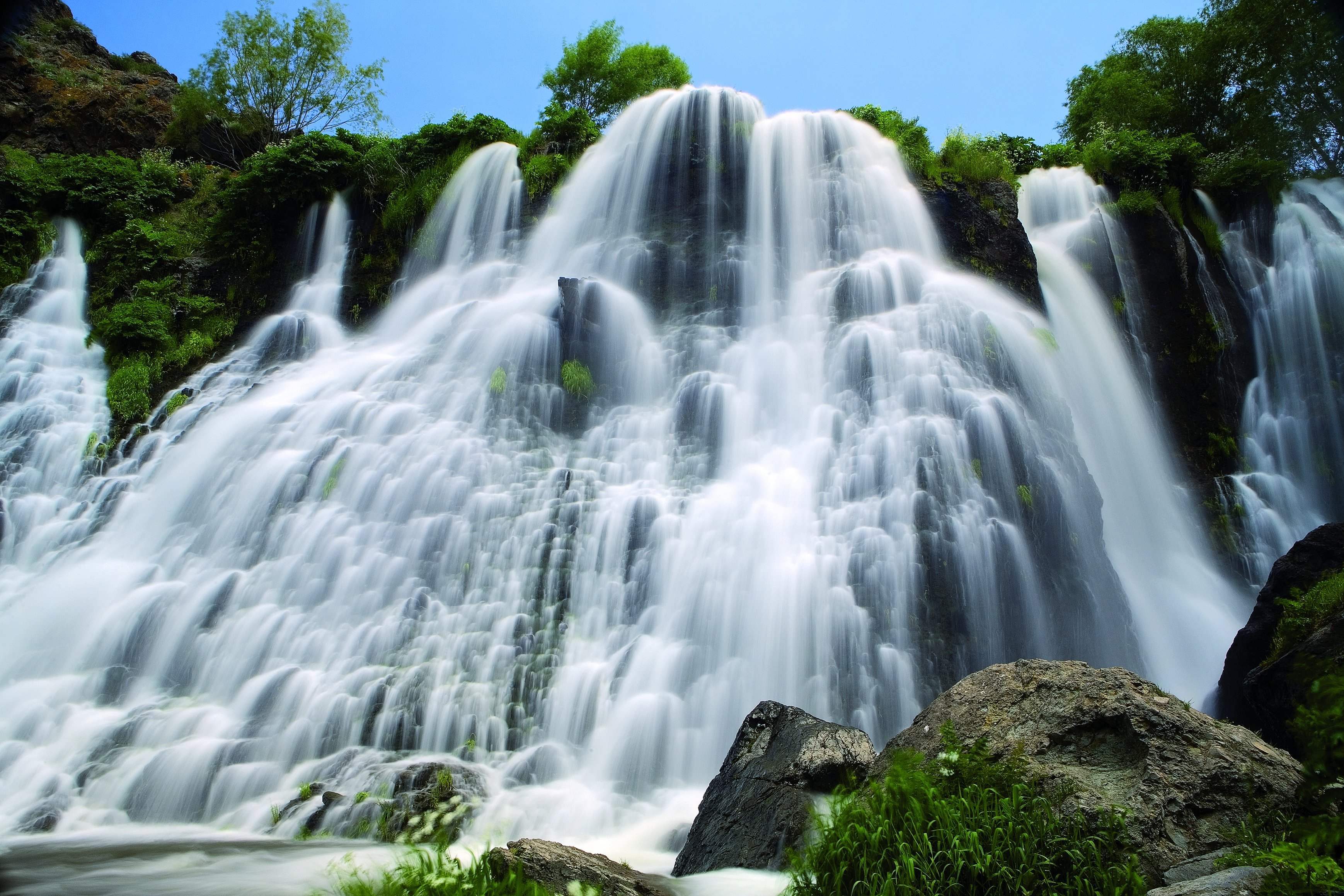
Шакинский водопад в Армении

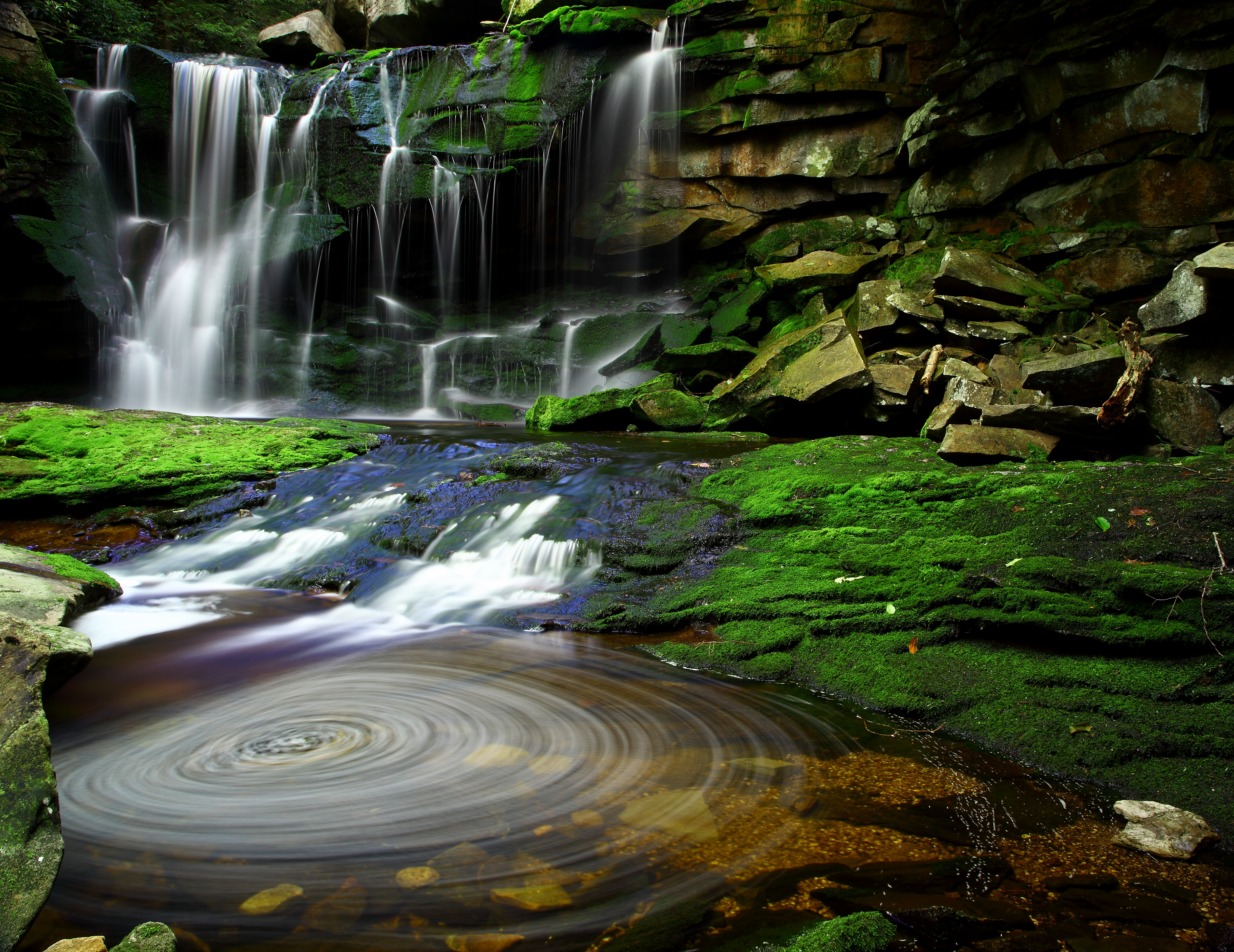
Водопады Элакала в Западной Виргинии (США)

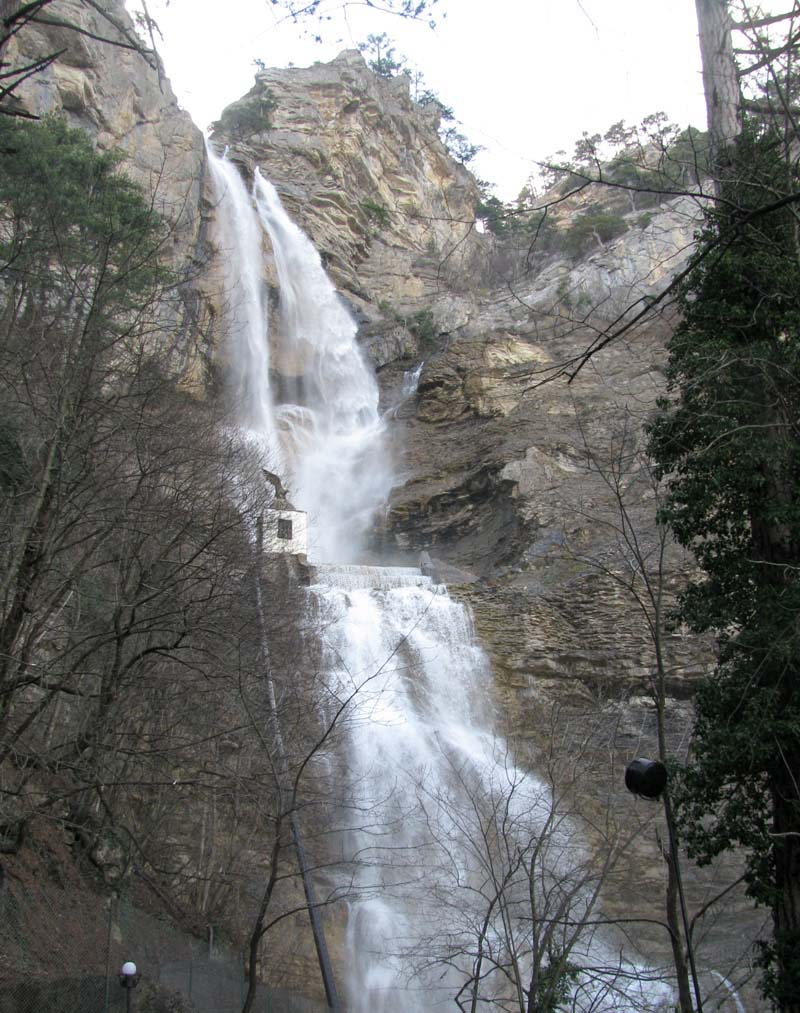
Учан-Су — один из многочисленных водопадов Крыма

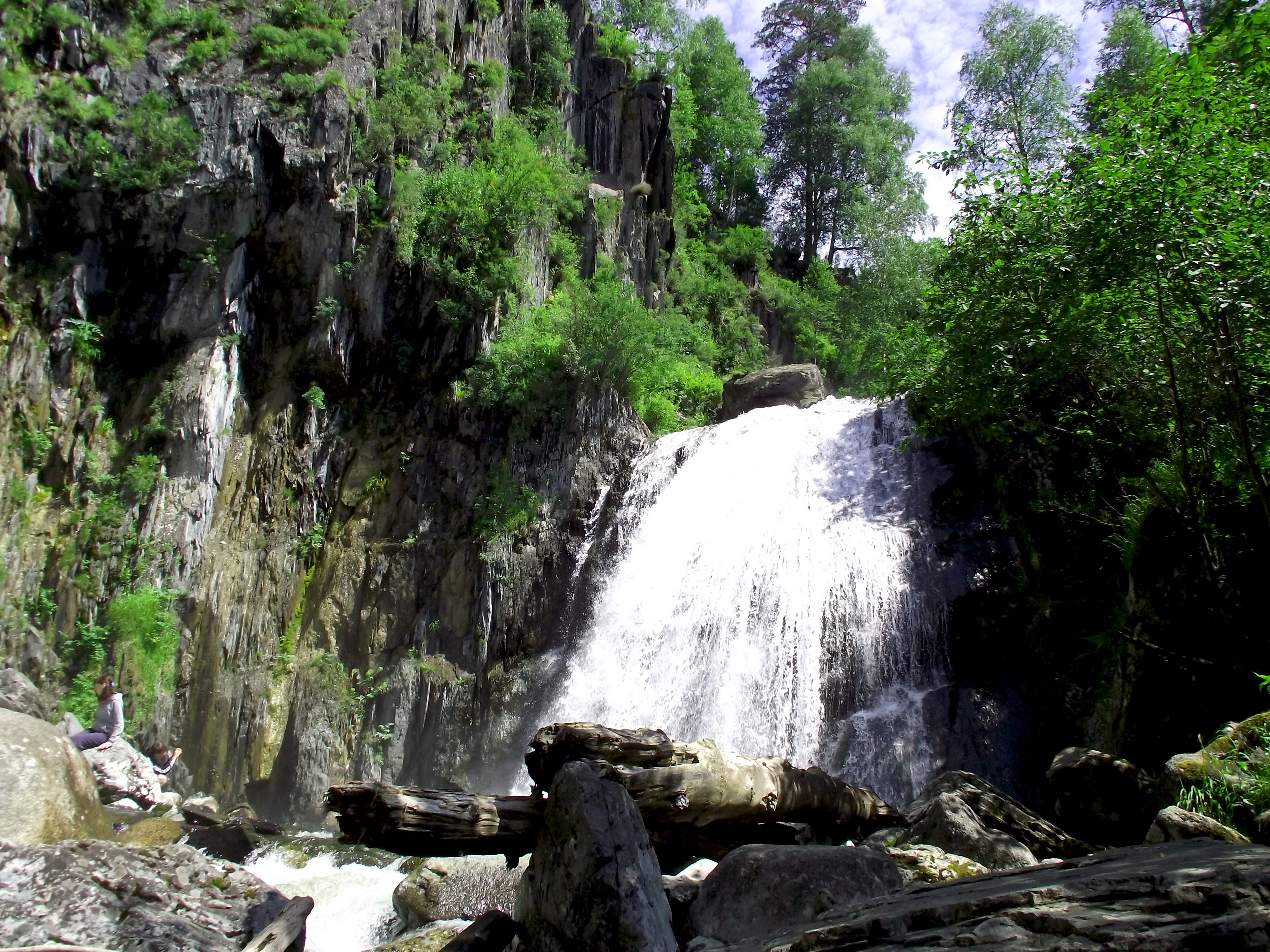
Корбу — водопад, расположенный вблизи Телецкого озера

| Высота, м | Название                       | Страна         | Река                             |
| --------- | ------------------------------ | -------------- | -------------------------------- |
| 979       | Анхель (Керепакупаи Меру)      | Венесуэла      | Чурун                            |
| 948       | Тугела                         | ЮАР            | Тугела                           |
| 914       | Три сестры                     | Перу           |                                  |
| 900       | Олоупена (Olo’upena)           | США            |                                  |
| 895,4     | Юмбилья (Yumbilla)             | Перу           |                                  |
| 860       | Виннуфоссен (Vinnufossen)      | Норвегия       | Винну (Vinnu)                    |
| 850       | Балайфоссен (Baläifossen)      | Норвегия       | (Балай) Baläi                    |
| 840       | Пуукаоку (Puukaoku)            | США            |                                  |
| 840       | Джеймс Брюс                    | Канада         |                                  |
| 836       | Браун                          | Новая Зеландия |                                  |
| 820       | Струпенфоссен (Strupenfossen)  | Норвегия       | Струпен (Strupen)                |
| 818       | Рамнефьелльсфоссен             | Норвегия       | Утигардсельва (Utigardselva)     |
| 792       | Вайхилау (Waihilau)            | США            | Вайхилау стрим (Waihilau Stream) |
| 788       | Колониал Крик (Colonial Creek) | США            | Колониал Крик (Colonial Creek)   |
| 774       | Монге                          | Норвегия       | Монгельбек                       |
| 275       | Веттисфоссен                   | Норвегия       | в долине Утла                    |
| 762       | Мутарази                       | Зимбабве       | Мутарази                         |
| Другие    |                                |                |                                  |
| 739       | Йосемитский водопад            | США            | Йосемит Крик                     |
| 703       | Эспеландс                      | Норвегия       | Опо                              |
| 655       | водопад долины Нижний Мар      | Норвегия       | Мардаль                          |
| 647       | Тиссестренгене                 | Норвегия       | Тисса                            |
| 610       | Кукенан                        | Венесуэла      | Кукенан                          |
| 580       | Сазерленд                      | Новая Зеландия | Артур                            |
| 561       | Кьелль                         | Норвегия       | Гудванген                        |
| 503       | Таккакау                       | Канада         | Таккакау Крик                    |
| 491       | Лента                          | США            | Риббон Стрим                     |
| 468       | водопад долины Верхний Мар     | Норвегия       | Мардаль                          |
| 423       | Гаварнье                       | Франция        | Гаве де По                       |
| 365       | Ханлен                         | Канада         | Ханлен                           |
| 360       | Тин Майн                       | Австралия      | Тин Майн Крик                    |
| 357       | Сильвер Стрэнд                 | США            | Сильвер Стрэнд Крик              |

### В России
| Высота, м | Название            | Регион             | Река                 |
| --------- | ------------------- | ------------------ | -------------------- |
| 600       | Тальниковый водопад | плато Путорана     |                      |
| >600      | Зейгалан            | Центральный Кавказ |                      |
| 328       | Кинзелюкский        | Саяны              | Кинзелюк             |
| ~250      | Чирхалю             | Восточный Кавказ   | Ойсор                |
| ~200      | Грандиозный         | Саяны              | Водопадный           |
| ~200      | Фишт                | Западный Кавказ    | Пшеха                |
| ~160      | Учар                | Алтай              | Чульча               |
| ~150      | Киштинская          | Саяны              | Большая Кишта        |
| 141       | Илья Муромец        | Курилы, Итуруп     |                      |
| 103       | Ашильтинский        | Восточный Кавказ   | Ашильтинка           |
| 98,5      | Учан-Су             | Республика Крым    | Учан-Су (Водопадная) |

## Водопады с названием «Фата»
Примечательно, что в мире есть несколько водопадов под названием «Фата». Практически все имеют ленточный тип и похожи на фату невесты. Вот некоторые примеры таких водопадов:
- водопад Фата (англ. Bridal Veil Falls) в Новой Зеландии;
- водопад Фата в Норвегии (комплекс водопадов «Фата», «Семь сестёр», «Жених»);
- водопад Фата́ (англ. Bridal Veil Falls) часть Ниагарского комплекса водопадов в Канаде и др.

## В живописи

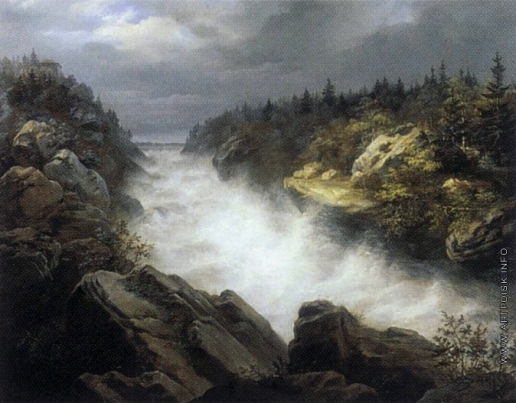
Водопад Иматра. Козрое Дузи, 1844
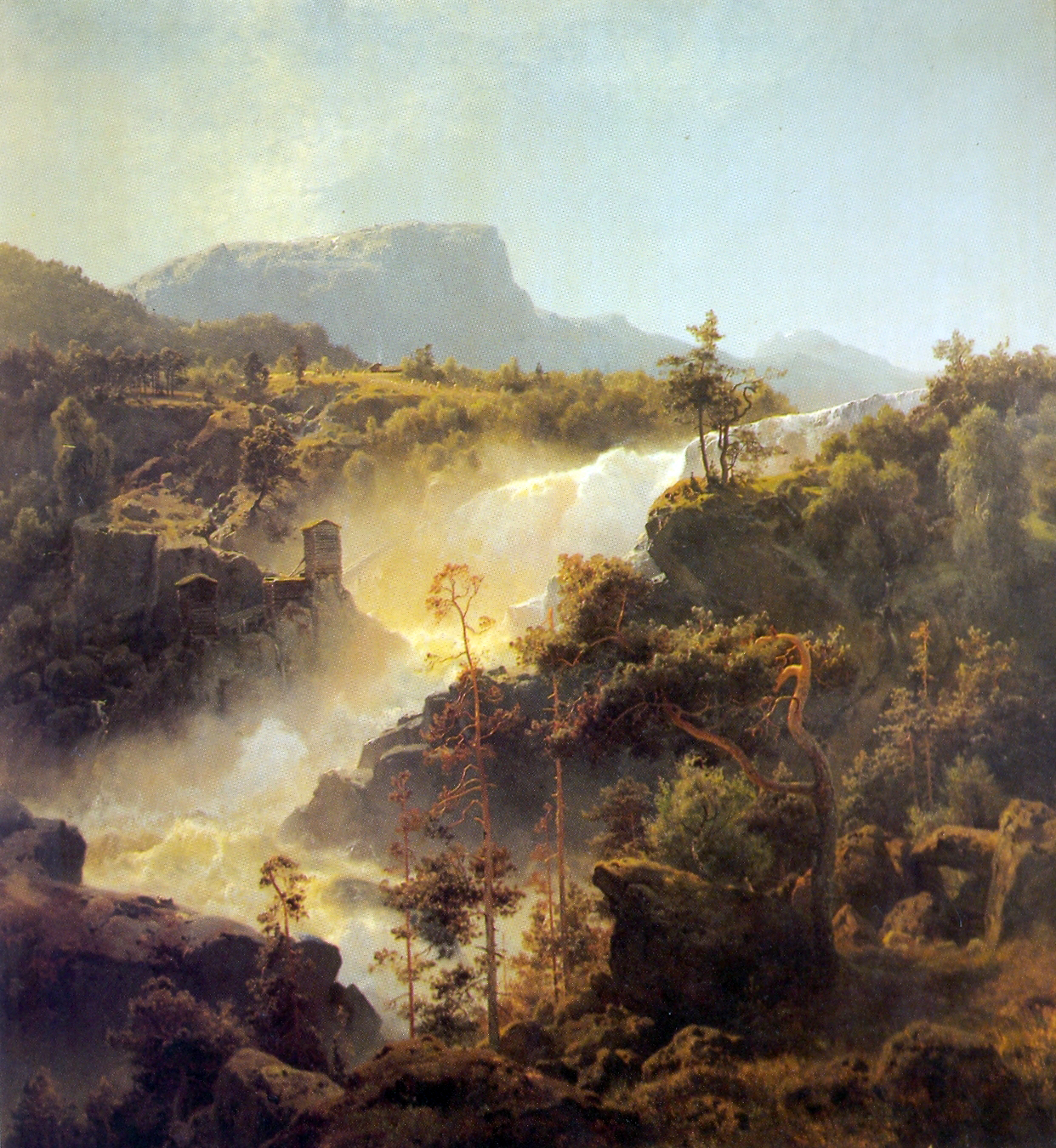
Водопад Тессефоссен в Вого в полуденном освещении. Ханс Гуде, 1848
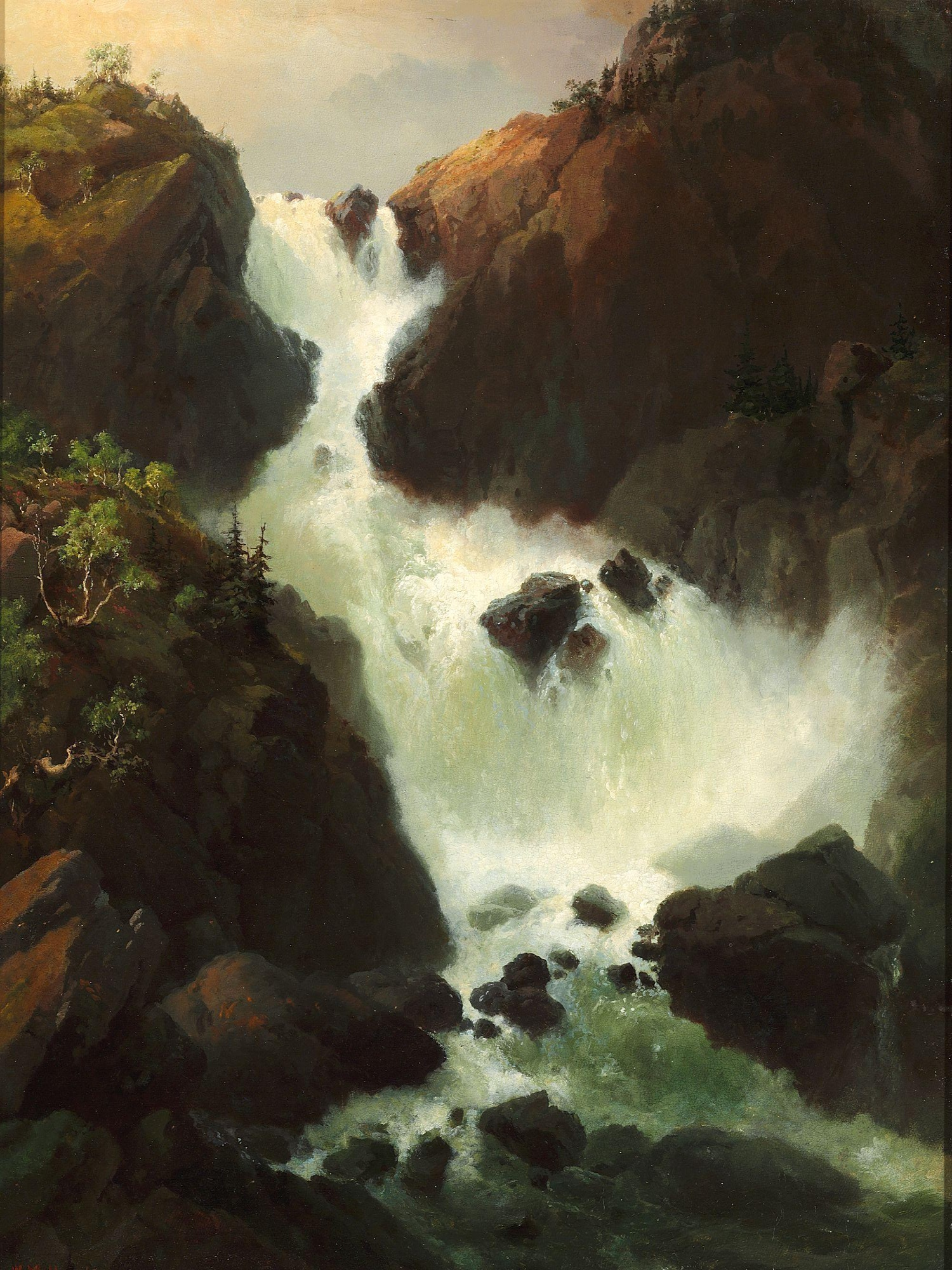
Водопад в Хардангере, Норвегия. Вильгельм Мельби, 1863
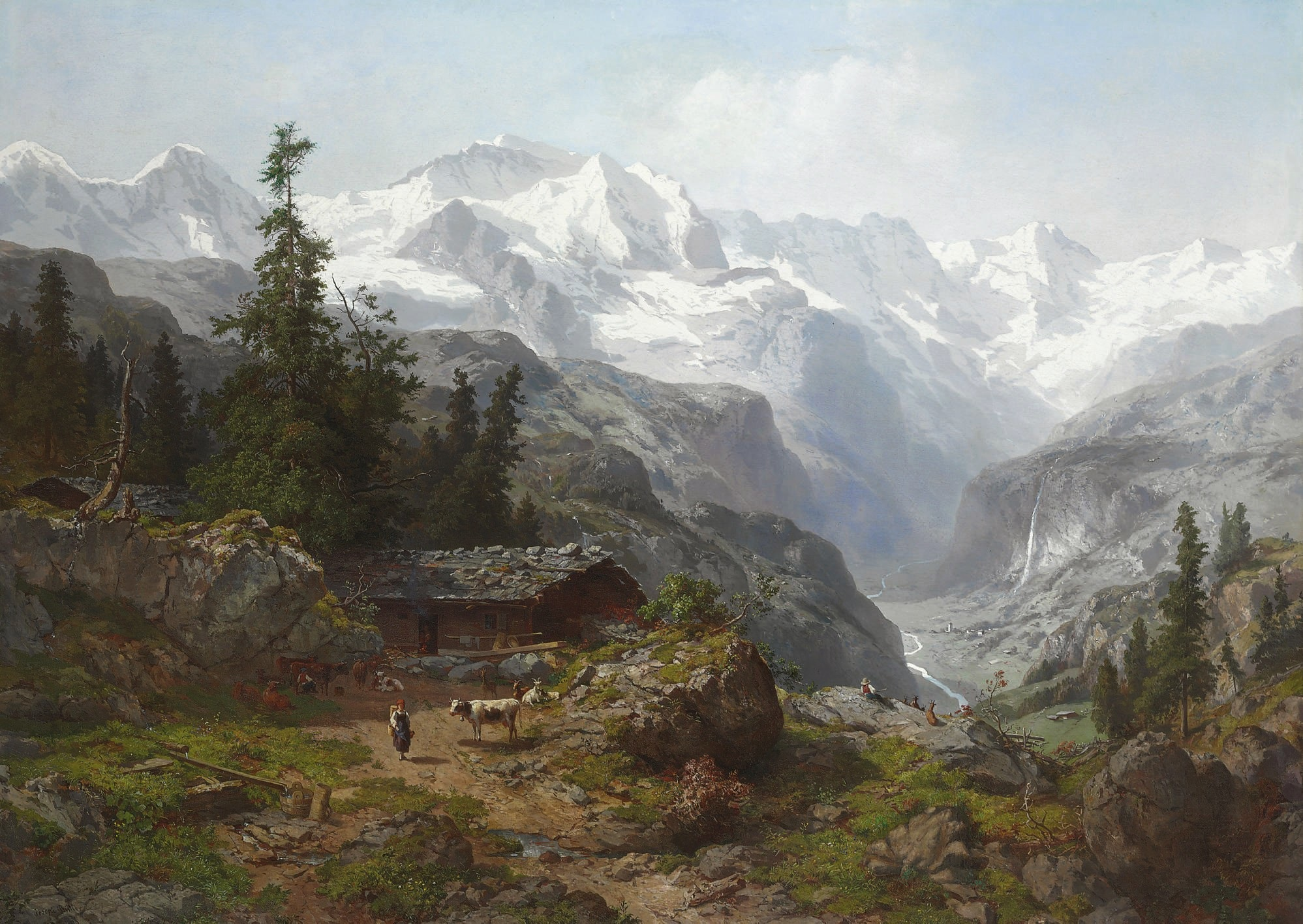
Вид на долину Лаутербруннен и горы Эйгер, Менх и Юнгфрау. Йозеф Никлаус Бютлер, 1865
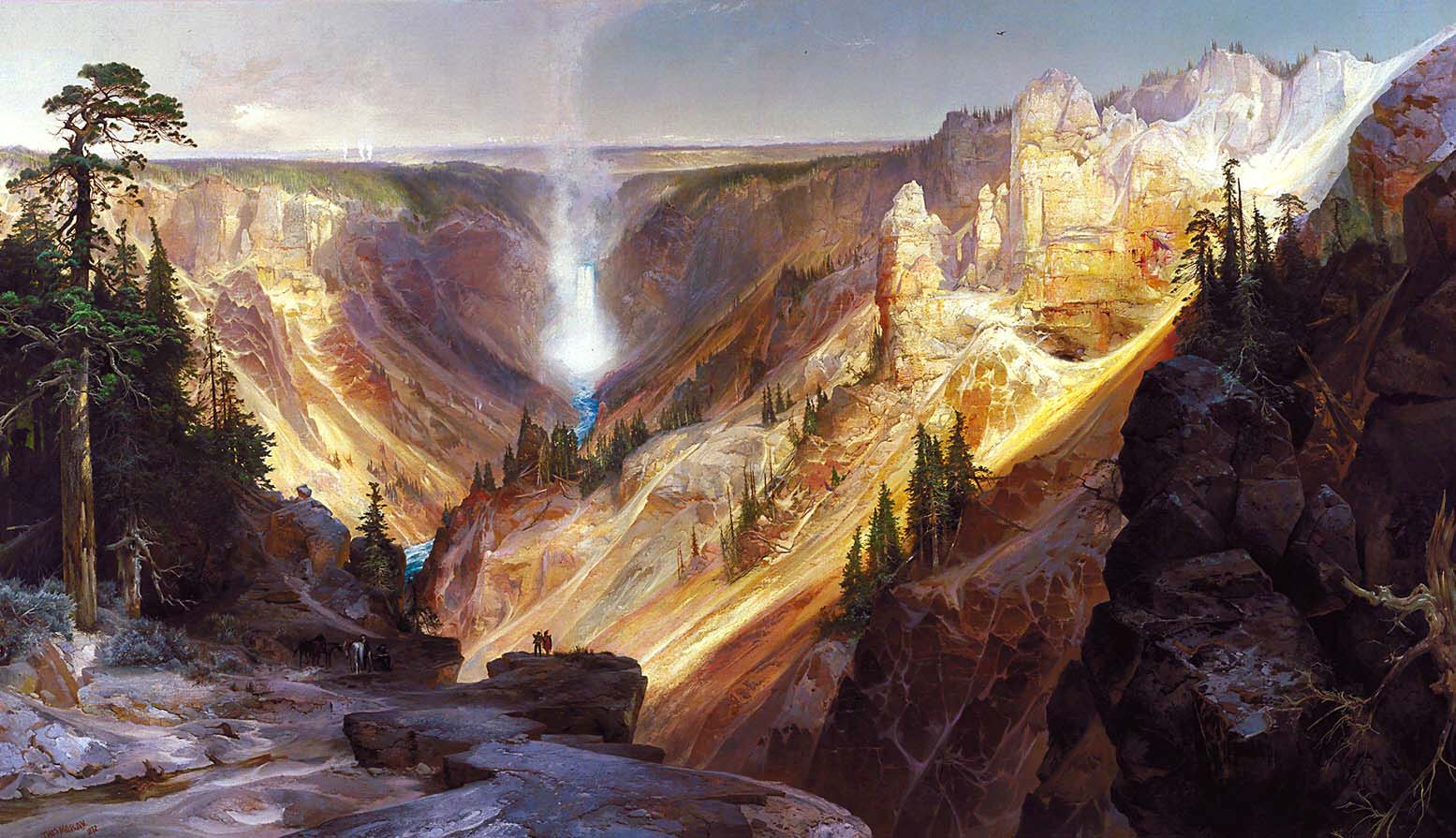
Великий Йеллоустонский каньон. Томас Моран, 1872